# Lincoln Savings and Loan Association
La Lincoln Savings and Loan Association d'Irvine, en Californie, était l'institution financière au cœur du scandale des Keating Five pendant la crise de l'épargne et des prêts des années 1980.

## Histoire
La Lincoln Savings and Loan Association a été fondée à Los Angeles en 1925 en tant qu'organisme d'épargne et de prêt agréé en Californie.
Au début des années 1980, Lincoln était une entreprise gérée de manière conservatrice, avec près de la moitié de ses actifs sous forme de prêts immobiliers et seulement un quart de ses actifs considérés comme étant à risque. Sa croissance était au mieux lente, et elle a enregistré des pertes pendant plusieurs années jusqu'à ce qu'elle réalise un bénéfice de quelques millions de dollars en 1983.
Lincoln est alors dirigé par Charles Keating, qui, en tant que président d'une société de construction de logements, American Continental Corporation (en), achète Lincoln en février 1984 pour 51 millions de dollars,. Keating a renvoyé la direction existante. Au cours des quatre années suivantes, les actifs de Lincoln sont passés de 1,1 à 5,5 milliards de dollars. Ces associations d'épargne et de crédit avaient été déréglementées au début des années 80, ce qui leur permettait de faire des investissements très risqués avec l'argent de leurs déposants, un changement dont Keating a profité.
Alan Greenspan a envoyé une lettre en février 1985 aux responsables de la Federal Home Loan Bank de San Francisco soutenant une demande d'exemption pour Lincoln d'une règle du conseil d'administration de la banque interdisant des montants substantiels de certains investissements, mais l'exemption n'a pas été accordée à Lincoln.
Lorsque American Continental Corporation, la société mère de Lincoln Savings, a fait faillite en 1989,, plus de 21 000 investisseurs, pour la plupart âgés, ont perdu les économies de toute une vie. Lincoln Savings a été saisie par les autorités fédérales le jour suivant le dépôt de bilan d'American Continental,,. Le total s'est élevé à environ 285 millions de dollars, en grande partie parce que ces investisseurs détenaient des titres garantis par la société mère plutôt que des dépôts dans l'institution assurée au niveau fédéral, une distinction apparemment méconnue pour beaucoup d'entre eux, jusqu'à ce qu'il soit trop tard. Le gouvernement fédéral a couvert près de trois milliards de dollars des pertes de Lincoln lorsqu'il a saisi l'institution. De nombreux créanciers ont été remboursés, et le gouvernement a ensuite tenté de liquider les actifs saisis par l'intermédiaire de sa Resolution Trust Corporation (en) (RTC), souvent à un prix inférieur à la valeur des biens et à l'évaluation à laquelle les prêts ont été consentis.
Au moment de la saisie fédérale du 14 avril 1989, la Lincoln Savings était la 42e banque d'épargne et de prêt du pays, avec 29 succursales dans le sud de la Californie, des actifs de 5,4 milliards de dollars et des dépôts de 4,4 milliards de dollars, mais seulement 20 millions de dollars de capitaux disponibles au lieu des 325 millions de dollars requis Il a fallu deux ans au RTC pour liquider la Lincoln Savings. En mars 1991, la Great Western Bank (en), basée à Beverly Hills, a versé à la RTC 12,1 millions de dollars pour 28 bureaux et un milliard de dollars en dépôts,.